# 5 км (Пермский край)
5 км — посёлок при станции в Добрянском городском округе Пермского края. Входит в состав Краснослудского сельского поселения.

## Географическое положение
Посёлок Пятый километр расположен юго-западе Добрянского городского округа, на берегу Чусовского залива Камского водохранилища. Через посёлок проходит участок Пермь — Углеуральская Свердловской железной дороги, на котором здесь расположен остановочный пункт Посёлок Пятый километр (до января 2022 года — 5 км).
Сразу к югу от посёлка находится железнодорожный мост через Чусовую. На противоположном берегу Чусовского залива расположен город Пермь.

## Население
| 2010 |
| ---- |
| 328  |

## Улицы[3]
- 2-я Речная
- Больничный городок
- Дачная
- Дорожная
- Заречная
- Луговая
- Набережная
- Нагорная
- Песочная
- Прибрежная
- Речная
- Солнечная
- Центральная

## Топографические карты
- Лист карты O-40-65 Пермь. Масштаб: 1 : 100 000. Издание 1979 г.